# Сторм Уру
Сторм Уру  (англ. Storm Uru; нар. 14 лютого 1985) — новозеландський веслувальник, олімпійський медаліст.

## Виступи на Олімпіадах
| Олімпіада   | Дисципліна         | Місце |
| ----------- | ------------------ | ----- |
| Пекін 2008  | легка двійка парна | 7     |
| Лондон 2012 | легка двійка парна | 3     |